# Šaćir Sikirić
Šaćir (event. Šakir) Sikirić (1893 Oglavak, okres Fojnica, Bosna a Hercegovina – 22. září 1966 Sarajevo, Socialistická federativní republika Jugoslávie) byl bosenskohercegovský orientalista, zejména arabista a íránista, a pedagog bosňáckého původu. Spolu s Fehimem Bajraktarevićem se řadí k zakladatelům moderní orientalistiky v Bosně a Hercegovině i celé Jugoslávii.

## Životopis
Narodil se do muslimské rodiny s bohatou súfijskou tradicí. Jeho praděd Abdurahman Sirri (1775/1785–1847) byl básník, myslitel a zakladatel súfijského kláštera, tekije (1798), směru nakšbandíja v Oglavku (kolem roku 1700 do Fojnice přišel jako muftí jeho děd Fadlullah Baltaoğlu, balta je turecky sekyra – bosensky v ikavském nářečí sikira – odtud příjmení Sikirić).
Mekteb a ruždii, nižší islámské konfesní školy, navštěvoval v Sarajeva, kde jeho otec Hamdi-efendija získal místo muallima, učitele v reformované muslimské základní škole. V Sarajevu pak dokončil Gazi husrev-begovu medresu a Šarí‘atskou soudní školu (1915). Na doporučení reisu-l-ulemy Mehmeda Džemaluddina-efendiji Čauševiće a ředitele Šarí‘atské soudní školy Muhammeda Emin-efendiji Dizdara získal stipendium ke studiu orientalistiky na Královské uherské univerzitě v Budapešti. Zde roku 1919 odpromoval a posléze obhájil i doktorát s tezí Derviskolostorok és szent sírok Boszniában (Dervišské kláštery a posvátné hroby v Bosně).
První zaměstnání získal jako profesor arabského jazyka v Šarí‘atském gymnáziu (18. 7. 1919–17. 1. 1929, roku 1934 krátce zastával post ředitele), nato působil coby honorární učitel turečtiny a logiky v Šarí‘atské soudní škole (od 12. ledna 1921 do 21. června 1923), poté jako řádný profesor a nakonec zde byl na doporučení reisu-l-ulemy pověřen i funkcí ředitele (od 17. ledna 1929–8. dubna 1937). Po rozpuštění školy se stal řádným profesorem na Vyšší islámské šarí‘atsko-teologické škole (Viša islamska šerijatsko-teološka škola), mezi lety 1939 a 1945 v ní dokonce vykonával post rektora. Roku 1945, kdy byla škola rozpuštěna, odešel do penze. Vedle toho v letech 1925–1949 honorárně přednášel v Gazi Husrev-begově medrese. Roku 1950, kdy byla otevřena Filozofická fakulta Univerzity v Sarajevu, byl jmenován profesorem arabského a perského jazyka a literatury na Katedře orientálních jazyků (Katedra za orijentalne jezike). Na tomto postu setrval až do svého skonu.
Jako akademický pracovník uveřejnil četné odborné stati z oblasti jazykovědy, historie a literatury, krom toho překládal z arabštiny, perštiny a turečtiny. Společně s Muhammedem Pašićem a Mehmedem Handžićem sepsal jednu z prvních moderních gramatik arabského jazyka v Bosně a Hercegovině, resp. v celém srbochorvatském prostoru (první vydali roku 1907 Alija Kadić a Alija Bulić). Tu později doplnil o perskou mluvnici, první svého druhu v jihoslovanském prostoru.
Šaćir zemřel na leukémii. Pohřební průvod vyšel 23. září 1966 z Gazi Husrev-begovy mešity v Sarajevu a vozidly se následně přesunul do jeho rodné vsi Oglavak, kde byl uložen poblíž ostatků svých předků. Posledního rozloučení se zúčastnily stovky lidí. Na svět přivedl tři dcery, těch se ale kvůli sňatkům s jinověrci zřekl.

## Dílo
- Gramatika arapskog jezika: za niže razrede medresa i srednjih škola. 1. Dio, Gramatika i vježbenica sa rječnikom (Mluvnice arabského jazyka: pro nižší ročníky medres a středních škol. 1. díl, Mluvnice a cvičebnice se slovníkem, Sarajevo 1936, 1981, 1984), autoři: Šaćir Sikirić, Muhammed Pašić, Mehmed Handžić
- Gramatika arapskog jezika: za niže razrede medresa i srednjih škola. 2. Dio, Sintaksa i čitanka sa rječnikom (Mluvnice arabského jazyka: pro nižší ročníky medres a středních škol. 2. díl, Skladba a čítanka se slovníkem, Sarajevo 1936), autoři: Šaćir Sikirić, Muhammed Pašić, Mehmed Handžić
- Gramatika perziskog jezika (Mluvnice perského jazyka, Sarajevo 1951, 1981, 1984)
- Perziska hrestomatija (Perská chrestomatie, Sarajevo 1955)

Překlady z arabštiny
- Arslan, Shekib (česky Šakíb Arslán): Zašto su Muslimani nazadovali, a drugi napredovali. (přeložili Šaćir Sikirić a Muhammed Pašić) Sarajevo 1934, 1993, 1994, 1998, 2000, 2001, Zagreb 1995.
- Ibn-an-Nefis' (česky Ibn an-Nafís): Mudžez al-Kanun. (přeložil Šaćir Sikirić) Sarajevo 1995, 1997.